# الدوري الإكوادوري لكرة القدم 1990
الدوري الإكوادوري لكرة القدم 1990 (بالإسبانية: Campeonato Ecuatoriano de Fútbol 1990)‏ هو الموسم 32 من الدوري الإكوادوري لكرة القدم. أشرف على تنظيمه اتحاد الإكوادور لكرة القدم، وكان عدد الأندية المشاركة فيه 12، وفاز فيه ليجا دي كويتو.